# 花16線
花16線（國強里－民意里），原路段為加禮－七星潭，起點花蓮縣花蓮市國強里（接中央路四段，花21線），終點花蓮縣花蓮市民意里（接尚志路，花19線），全長1.274公里。

## 路線特色
原路段為加禮－七星潭（2.377公里），民國108年（2019年）12月18日因中華民國交通部調整路線為現今路段。
本路段為跨越美崙溪兩岸及北迴線兩側之道路，串聯美崙地區與花蓮車站及花21線（花蓮市外環道）交通，全路段名稱為十六股大道。

## 路線地名
- 花蓮市：國強里十六股大道中央路口（接 花21線）→十六股大道高架橋[6]→十六股大道國興一街路口（右往花蓮車站、花蓮轉運站，旁為花蓮機務段）[7]→美崙溪橋→民意里十六股大道尚志路口（接 花19線）